# 밀란 라파이치
밀란 라파이치(크로아티아어: Milan "Miki" Rapaić, 1973년 8월 16일 ~ )는 크로아티아의 은퇴한 축구 선수이자, 포지션은 윙어와 공격형 미드필더였다.
그는 2002년 FIFA 월드컵 조별리그 2차전에서 이탈리아를, UEFA 유로 2004 조별리그 2차전에서는 프랑스를 상대로 득점을 기록했으며 이탈리아전에서는 그 경기의 최우수 선수에 선정됐었다.

## 수상
하이두크 스플리트
- 프르바 HNL : 1991-92, 1993-94, 1994-95
- 크로아티아 컵 : 1992-93, 1994-95, 2002-03
- 크로아티아 슈퍼컵 : 1992, 1993, 1994

 페네르바체
- 2000-01 쉬페르리그 우승

개인
- 2002년 FIFA 월드컵 이탈리아 vs 크로아티아 조별리그 맨 오브 더 매치